# Schlesisches Tor (stanice metra v Berlíně)
Schlesisches Tor (někdy zvaná též Hochbahnhof) je stanice metra v Berlíně, ležící v městské části Kreuzberg ve správním obvodě Friedrichshaim-Kreuzberg. Nedaleko stojí most Oberbaumbrücke. V 19. století tu stála brána městského opevnění, po které je stanice pojmenována. Ve stanici jsou výtahy a eskalátory, tudíž je bezbariérová. Stanice stojí 6 metrů nad silnicí.

## Historie
Základní kámen byl položen 10. září 1896. Stavbu zajišťovala firma Siemens und Halske, architekty byli Hans Grisebach a August Dinklage. Dokončena byla roku 1901. 15. února 1902 tudy projela první souprava mezi stanicemi Potsdamer Platz a Stralauer Tor. Stanice je komponována jako polygonální v novorenesančním stylu s cihlovou fasádou a maličkou cibulovou věžičkou s iniciálami firmy Siemens und Halske (S H).
Do roku 1995 zde vlaky končily. Od roku 2000 má stanice vyznačená místa, kam cestující nesmí vkročit před příjezdem soupravy. Roku 2016 se stala stanice bezbariérovou.